# Słomkowy kapelusz

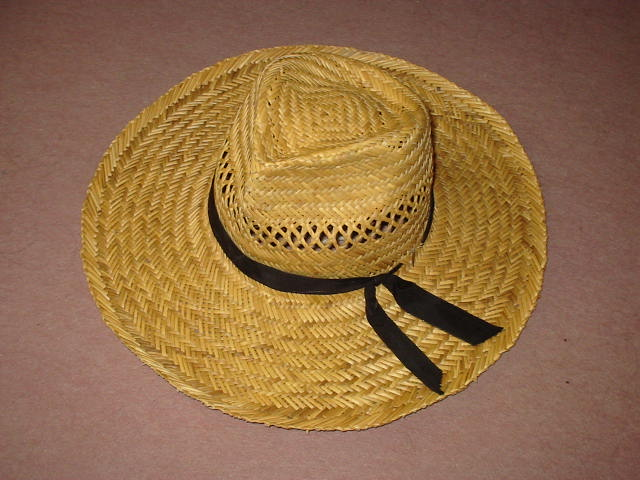
Kapelusz słomkowy/słomiany

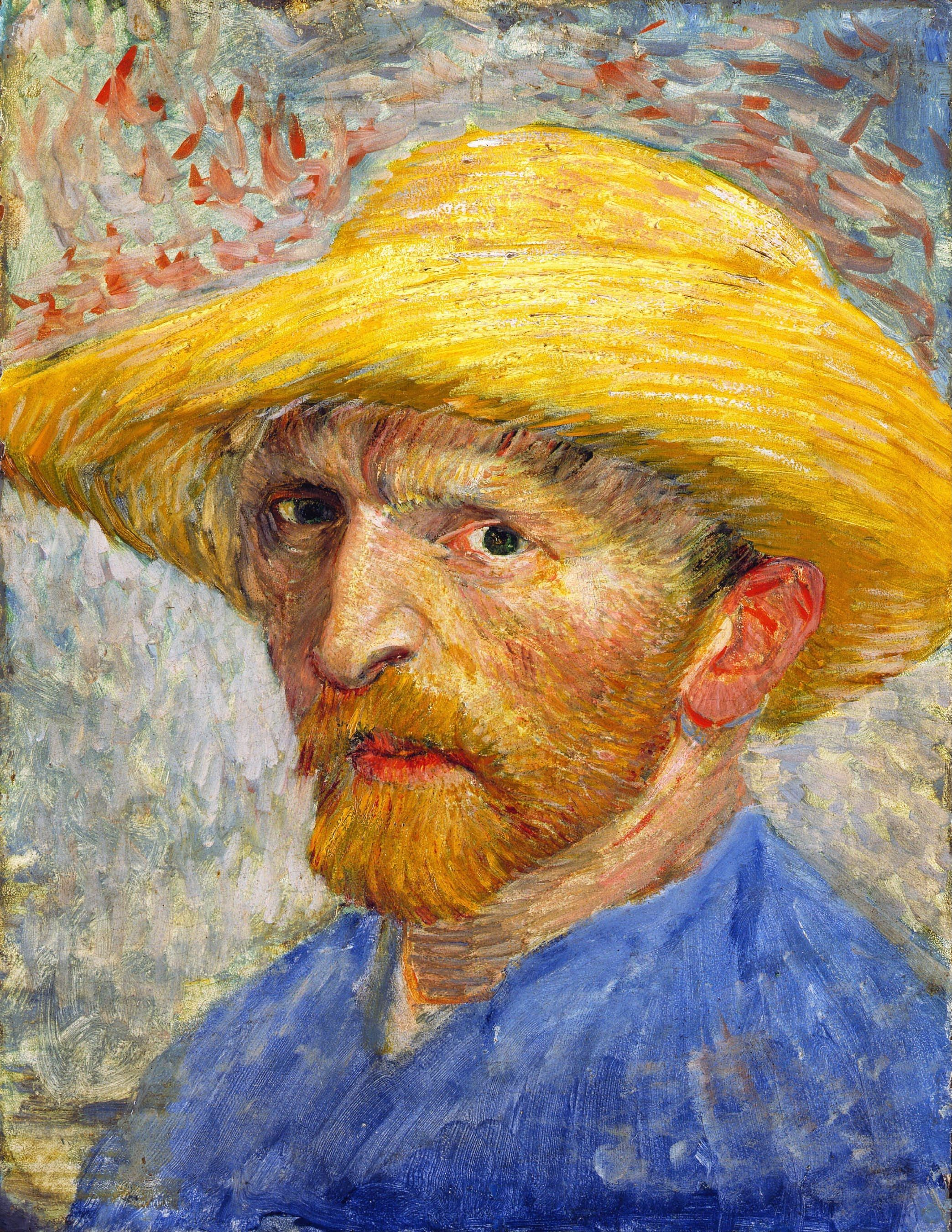
Vincent van Gogh, Autoportret w słomkowym kapeluszu, Paryż, lato 1887

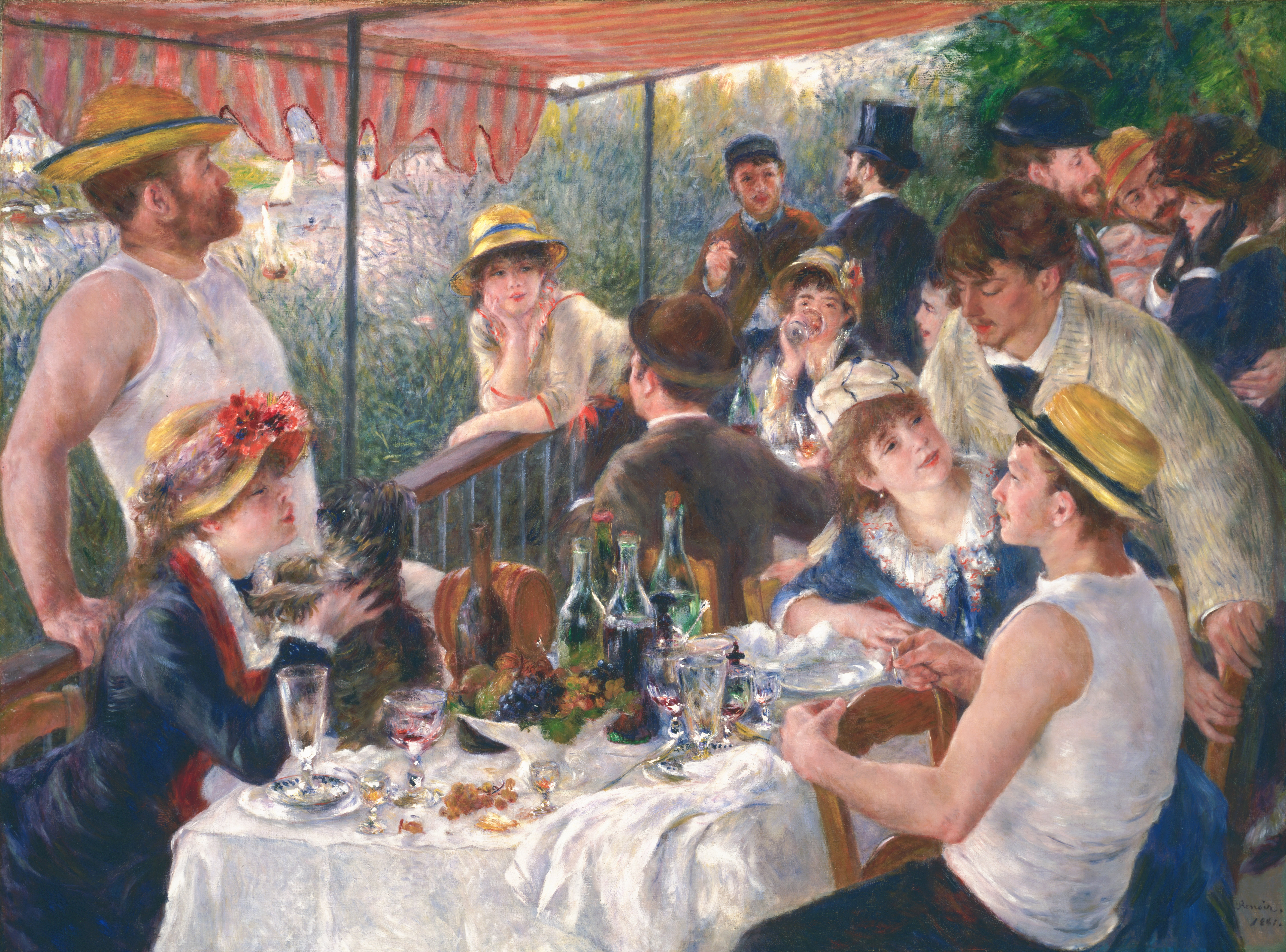
Pierre-Auguste Renoir, Śniadanie wioślarzy, 1880-1881

Słomkowy/Słomiany kapelusz – kapelusz wykonany ze słomy, tj. z suszonych liści lub łodyg roślin oleistych, włóknistych lub łusek zbożowych. Słomkowe kapelusze charakteryzują się lekkością i przewiewnością, dzięki czemu są noszone szczególnie podczas ciepłych, słonecznych dni, także podczas prac na świeżym powietrzu dla ochrony przed słońcem.

## Historia
Słomkowe kapelusze znane były już w XV wieku. W Azji (Japonii, Chinach, Wietnamie, Indonezji, Malezji) robotnicy pracujący przy uprawie ryżu nosili słomiane kapelusze w kształcie stożka dla ochrony przed słońcem i deszczem.
W XVIII wieku słomiane kapelusze stały się bardzo popularne, a ich produkcja była dochodowym biznesem. Kapelusze ze słomy produkowano głównie we Włoszech, Anglii, Belgii i Szwajcarii, a znaczną część eksportowano je do Stanów Zjednoczonych. W 1807 roku, w związku z ustawą o embargo, zakazano importu kapeluszy do Stanów Zjednoczonych. Spowodowało to rozwój amerykańskich firm produkujących słomkowe kapelusze. W tym czasie Mary Dixon Kies opatentowała produkcję kapeluszy ze słomy mieszanej z kolorowymi nitkami.
Słomkowe kapelusze przybierały różne kształty. Premiera filmu „Przeminęło z wiatrem” (1939) spowodowała modę na kobiece kapelusze z szerokim rondem.
W 2012 roku wyplatanie kapeluszy słomkowych w Ekwadorze zostało wpisane na Listę reprezentatywną niematerialnego dziedzictwa kulturowego ludzkości.

### Słomkowe zamieszki
13 września 1922 roku w Nowym Jorku rozpoczęły się zamieszki, których powodem były słomkowe kapelusze (Straw Hat Riots). Na początku XX wieku ugruntował się zwyczaj noszenia kapeluszy słomkowych przez mężczyzn latem, a dokładnie od 15 maja do 15 września. Tradycją było zrzucanie i deptanie kapeluszy słomkowych noszonych po tym czasie. W 1922 grupa młodzieńców dwa dni wcześniej rozdeptała kapelusze robotników pracujących w Mulberry Bend, co dało początek ośmiodniowym zamieszkom, w których brało udział ponad tysiąc osób.

## Materiał
Kapelusze słomkowe wykonywane są ze:
- słomy z rafii (z włókien łyka tropikalnej palmy),
- słomy papierowej (tzw. toyo, produkowanej przemysłowo z naturalnej celulozy),
- słomy z liści palmy panamskiej (słoma panamska, słoma toquilla),
- słomy konopnej[1][6].

## Słomkowy kapelusz w kulturze

### Malarstwo
Ze względu na popularność słomkowych kapeluszy wiele obrazów, szczególnie z końca XIX i początków XX wieku, przedstawia postacie w słomkowych kapeluszach. Są to zarówno portrety, autoportrety, jak i sceny rodzajowe. We Francji, w końcu XIX wieku, pojawiły się portrety kobiet obok stołu, na którym znajduje się odwrócony kapelusz słomkowy, we wnętrzu którego znajdują się kwiaty.

### Teatr
- komedia „Słomkowy kapelusz” Eugène Labiche'a[7].

### Inne
- „Słomkowy Kapelusz” Monkey D. Luffy – kapitan załogi Słomkowego Kapelusza, bohater mangi One Piece.